# Superman's Dead
«Superman's Dead» es la canción de la banda Our Lady Peace. lanzado como el primer sencillo de su segundo álbum Clumsy. Esto se ha convertido en uno de Our Lady Peace canciones más populares en Canadá y los EE. UU., así como muchas otras partes del mundo.

## Orígenes
El productor de Our Lady Peace, Arnold Lanni recuerda que al final de la grabación de Clumsy, él y la banda estaba trabajando en el seguimiento de una canción llamada "Hello Oskar", cuando decidieron tomar un descanso durante unos minutos.
"Desde el baño oí Raine tocar algo en una guitarra acústica. Cuando salí, le pregunté qué era. Me dijo que se trataba de algo que él estaba jugando un poco con. Me gustó mucho lo que estaba haciendo así que para la próxima día o lo que la banda y yo trabajamos en el desarrollo de lo que se convirtió en "Superman's Dead." ~ Arnold Lanni

## Video musical
Tres videos se han hecho para la canción - la versión canadiense de un niño (interpretado por Ryan Dennis) atrapado en la caja, que fue codirigida por George Vale y la banda, la versión estadounidense que incluyó una serie inusual de personajes incluidos payasos y duendes, y otra versión de los EE. UU., que simplemente mostró la banda tocando la canción. El video original fue filmado durante el primer par de días de enero de 1997 en un almacén abandonado en Toronto. Esa versión se estrenó en MuchMusic el 20 de enero de 1997. [2] Esta versión también ganó el premio al "Video Favorito" en los MuchMusic Video Awards 1997. Es interesante observar que en los videos musicales de Estados Unidos, Raine Maida se muestra tocando la guitarra en algunas partes, mientras que en la versión original de Canadá que no lo es.

## Actuaciones en directo
La primera actuación de "Superman's Dead" se llevó a cabo el 13 de enero de 1997 en la estación de puerto en Saint John, Nuevo Brunswick, la primera fecha de la Clumsy gira. Desde entonces, rara vez ha sido excluido de set en vivo de la banda. "Muerto de Superman" fue tocada en vivo en el show de Conan O'Brien el 1 de octubre de 1997.
Durante los conciertos, cuando la canción siempre se detiene abruptamente para el "Doesn't anybody ever know...", la banda toma una pequeña pausa, y el público canta el outro. Esto se puede escuchar en su álbum en vivo Live (2003), y muchos otros conciertos en vivo.

## Listado de canciones
Canadian CD sencillo
1. «Superman's Dead» (Maida/Turner)  4:16
2. «Let You Down» (Maida) - 3:15
3. «Starseed» [Live] - 4:50

Acoustic Single
1. «Superman's Dead» [Acoustic] (Maida/Turner) - 5:12
2. «Innocent» [Acoustic] - 4:18

Austrian Single
1. «Superman's Dead» (Maida/Turner) - 4:16
2. «Let You Down» (Maida) - 3:15

US/GER Promo CD
1. «Superman's Dead» (Maida/Turner) - 4:16
2. «Car Crash» (Maida/Turner) - 5:07

French Single
1. «Superman's Dead» - 4:19
2. «Let You Down» - 3:52

United Kingdom Single
1. «Superman's Dead» - 4:19
2. «Let You Down» - 3:55
3. «Starseed» - 4:04

## Posicionamiento
| Listas (1996)                           | Posición |
| --------------------------------------- | -------- |
| Canadian RPM Top Singles                | 17       |
| Canadian RPM Alternative Top 30         | 2        |
| US Billboard Radio Songs                | 75       |
| US Billboard Hot Mainstream Rock Tracks | 14       |
| US Billboard Hot Modern Rock Tracks     | 11       |